# Zui Quan

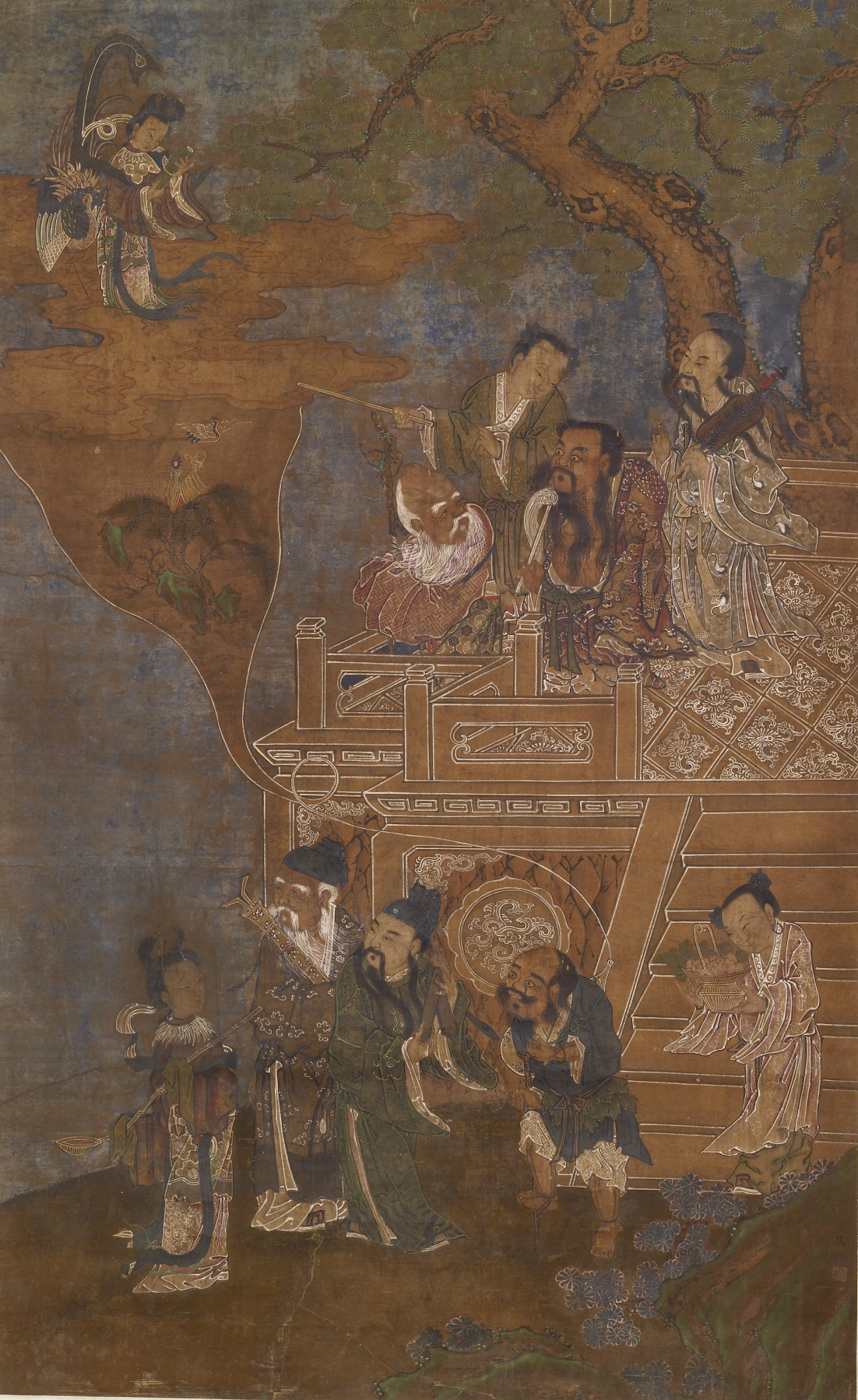
Ośmiu Nieśmiertelnych, którym szkoła taoistyczna przypisuje wynalezienie Zui Quan

Pijany boks (Zui Quan) – to ogólna nazwa wszystkich chińskich stylów sztuk walki, które imitują ruchy pijanej osoby. Jest to starożytny styl, którego początki sięgają głównie słynnych sekt buddyjskich i taoistycznych. Styl buddyjski jest związany ze świątynią Shaolin, podczas gdy styl taoistyczny opiera się na taoistycznej opowieści o pijanych Ośmiu Nieśmiertelnych. Zui quan ma najbardziej niezwykłe ruchy ciała wśród wszystkich stylów chińskich sztuk walki. Uderzanie, chwytanie, blokowanie, uniki, zwody, walki naziemne i powietrzne oraz wszystkie inne zaawansowane metody walki są elementami tego stylu.

## Historia
Ze względu na niedostatek źródeł historycznych prawie niemożliwe jest wskazanie czasu lub miejsca pochodzenia pijanego boksu ani prześledzenie wiarygodnej linii nauczycieli i uczniów między wcześniejszą dokumentacją pijanego boksu a dzisiejszą praktyką. Pijany boks prawdopodobnie pojawiał się i znikał w różnych miejscach i w różnym czasie, z niczym więcej niż wspólny kontekst kultury i sztuk walki, pozwalającym na powiązanie ze sobą różnych przypadków pijanego boksu.

### Pisemne zapisy
Najwcześniejsza pisemna wzmianka o pijanym boksie pochodzi prawdopodobnie z klasycznej powieści Opowieści znad brzegów rzek, w której buntownik z dynastii Song, Wu Song, jest przedstawiany jako mistrz pijanego boksu.
W podręczniku kung-fu „quan jing” (拳 經) z XVIII wieku mnisi Shàolín opisywani są jako praktykujący styl pijanych Ośmiu Nieśmiertelnych. Ten styl jest opisany jako techniczna pochodna dì tàng quán.

### Niepisane źródła historyczne
Linia Bā yǐng quán (八 影 拳) z Henan przypisuje swój pijany boks stylowi Shaolin Kung Fu. Linie Hung Ga pochodzące z Wong Fei Hung przypisują swój pijany boks So Chan.

## Style
Przy wyszczególnianiu różnych stylów pijanego boksu warto zauważyć, że pijany boks nie jest pojedynczą sztuką walki z ustaloną linią i hierarchią, ale raczej grupą luźno powiązanych stylów kung-fu. Pod tym względem pijany boks można również rozumieć jako zjawisko w kung-fu. Ponadto rzadko pojawia się on jako kompletny i niezależny system, ale raczej jako zaawansowany element w szerszym systemie. Sztuka walki może obejmować Zui Quan jedną lub kilka technik, jedną lub więcej form, uzupełniającą taktykę walki lub bardziej rozwinięty podsystem. Dwie główne szkoły to style buddyjskie i taoistyczne:

### Styl buddyjski
Stworzenie buddyjskiego stylu zui quan przypisuje się świątyni Shaolin. Na początku dynastii Tang (618–907 r.) 13 mnichów ze świątyni Shaolin interweniowało w wielkiej wojnie, aby pomóc Li Shiminowi przeciwko siłom rebeliantów. Rola mnichów była znacząca, więc Li Shimin, jako następny cesarz, docenił pomoc mnichów i obdarzył ich oficjalnością, ziemią i bogactwem. W ceremonii zwycięstwa posłał świątyni dar mięsa i wina. Z powodu zgody cesarza mnisi mogli porzucić buddyjską zasadę niespożywania mięsa i wina. Stało się to około 621 roku naszej ery i od tego czasu niektórzy mnisi z Shaolin spożywali wino.
Według niektórych pijany boks został po raz pierwszy wprowadzony w dynastii Song (960-1279 n.e). Mówi się, że słynny artysta sztuk walki Liu Qizan przypadkowo zabił osobę i szukał schronienia w Shaolin, aby uniknąć procesu i pokuty. Pomimo ślubów zakonnych nadal pił wino. Mnisi tego nie tolerowali i chcieli go wydalić ze świątyni. Chociaż był bardzo pijany po spożyciu ogromnej ilości wina, przeciwstawił się i pokonał mnichów (według niektórych wersji ponad 30). Opat, widząc to, pochwalił jego umiejętności. Ten pijany styl walki został przyjęty przez mnichów i udoskonalony przez pokolenia.
Najważniejszymi ikonami buddyjskimi w Shaolin kung-fu są Arahanty, znane w języku chińskim jako Luohany. To samo dotyczy pijanego kung-fu jako części Shaolin kung-fu, w którym główną postacią jest pijany luohan. Metody pijanego luohan w Shaolin kung-fu nie pojawiają się tylko w zui quan, ale także w innych stylach. Na przykład w Shaolin luohan quan pijany luohan robi krok naprzód, w Shaolin 18 luohan quan jeden z 18 bohaterów jest pijanym luohanem, a w szalonym diabelskim sztabie Shaolin pijany luohan kołysze się na boki z nieładnymi krokami.
Podobnie jak w przypadku innych stylów Shaolin kung-fu, Shaolin zui quan nie jest kompletnym samodzielnym systemem, ale składa się z kilku form bez i z broniami, które wraz z innymi formami i stylami obejmują cały system Shaolin quan. Każdy rodowód mnichów Shaolin może mieć jedną lub dwie wersje zui quan na gołe ręce i jedną lub kilka wersji na bronie. Główną bronią jest pijana laska, ale ćwiczone są również inne bronie, takie jak pijany miecz. Chociaż zawartość techniczna jest prawie taka sama, pijane formy różnych linii są różne, a ich źródła historyczne są w większości niejasne.

### Styl taoistyczny
Taoistyczny styl zui quan naśladuje postacie „Pijanych Ośmiu Nieśmiertelnych” (八仙), którzy są grupą legendarnych nieśmiertelnych w mitologii chińskiej. Po raz pierwszy opisani w dynastii Yuan, prawdopodobnie zostali nazwani na cześć Ośmiu Nieśmiertelnych Uczonych Han. Mówi się, że większość z nich urodziła się w dynastii Tang lub Song. Są czczeni przez taoistów i są również popularnym elementem świeckiej kultury chińskiej. W pijanym kung-fu, ośmiu nieśmiertelnych używa się jako archetypów walki lub jako osiem pod-stylów pijanego kung-fu. Każdy nieśmiertelny ma swoją własną strategię i sposób myślenia. Ten styl jest kompletnym systemem składającym się z 8 form, z których każda reprezentuje jedną z ośmiu nieśmiertelnych postaci:
1. Lü Dongbin (吕洞宾), przywódca 8 nieśmiertelnych, z mieczem na plecach, który rozprasza złe duchy, kołysząc się tam i z powrotem, by oszukać wroga, pijany z wewnętrzną siłą.[14]
2. Li Tieguai (李铁 拐), Li, kaleka, chodzi z żelazną laską, udaje słabość posiadania tylko jednej nogi, aby wygrać walkę jedną potężną nogą[15].
3. Han Zhongli (汉 钟离), najsilniejszy nieśmiertelny, nosi duży kocioł wina, walczy z wrogami z siłą[16].
4. Lan Caihe (蓝 采 和), postać niejednoznaczna płciowo, nosi bambusowy kosz, atakuje wrogów kołyszącą się talią, wykonując głównie żeńskie ruchy[17].
5. Zhang Guolao (张 果 老), staruszek Zhang, jeździ na osiołku, przybierając na nim zabawne pozycje i pokonuje wrogów śmiercionośnymi kopnięciami osła[18].
6. Cao Guojiu (曹国舅), najmłodszy nieśmiertelny, mądry, opanowany wojownik, blokuje i łamie stawy (擒拿), atakuje śmiertelnie miękkie części ciała wroga (ian)[19].
7. Han Xiangzi (韩湘子), grający na flecie nieśmiertelny, przeciwdziałający atakom wroga potężnymi nadgarstkami[20].
8. He Xiangu (何仙姑), pani He, flirtuje z wrogiem, aby wykonywać ataki na krótki dystans, unika ataków wroga za pomocą skrętnych ruchów ciała[21].

Elementy te tworzą kompletną sztukę walki. Ten styl ma również kilka form broni. Główną bronią jest pijany miecz, ale używa się także innych broni, takich jak laska.

### Inne style

#### Południowa pięść
- Niektóre linie Hung Ga obejmują 1 zestaw pijanego boksu. Wyjątkowy status Wong Fei Hunga jako bohatera kultury wraz z jego licznymi przedstawieniami w kulturze popularnej miał wpływ na upowszechnianie pijanego boksu w publicznej świadomości.
- Niektóre linie Choy Li Fut obejmują 1 zestaw pijanego boksu
- Hark Fu Mun zawiera 1 zestaw pijanego boksu
- Istnieje południowy styl kung-fu o nazwie "8 pijanych nieśmiertelnych, boksujących się"[22]

#### Północna pięść
- Najpopularniejszą obecnie praktykowaną pijaną pięścią jest prawdopodobnie współczesna Wushu taolu zwana pijaną pięścią. Wushu taolu oparte są na tradycyjnym kung-fu taolu. Wushu różni się od tradycyjnego kung-fu swoim naciskiem na estetykę wizualną, a nie na walkę bojową i na jej strukturę pedagogiczną. Pijana pięść Wushu jest na ogół bardziej akrobatyczna i dramatyzowana niż tradycyjny pijany boks, a wykonujący ją wizualnie naśladuje pijaka. Wiele odniesień do pijanego boksu w kulturze popularnej przypomina pijanego boksu Wushu.
- Bā yǐng quán może zawierać najszerszy pijany (zwany pięścią wina / alkoholu) boks w istniejącym tradycyjnym kung-fu, z opracowanym programem nauczania, bronią, teorią ruchu i walki itp., co czyni go praktycznie samodzielnym stylem.
- Ying Zhao Pai zawiera 1 zestaw pijanego boksu
- Niektóre linie Qi Xing Tanglang Quan obejmują co najmniej 1 zestaw pijanego boksu
- System Fu Zhensong obejmuje laskę 8 pijanych nieśmiertelnych

Istnieją północne i południowe wersje boksu pijanych małp, który jest związany z pijanym boksem.

## Technika
Pijany boks ma charakter wewnętrzny i podkreśla rolę jin. Ruch jest inicjowany w obszarze dantian i przemieszcza się przez ciało dystalnie w kierunku dłoni i stóp. Mięśnie są tak miękkie, jak to możliwe.
Ruch w pijanym boksie jest stosunkowo wyjątkowy wśród sztuk walki pod względem częstotliwości i stopnia odchylenia od pionowej postawy, z tułowiem zgiętym i skręcającym się we wszystkich kierunkach. Domyślną pozycją ręki jest „pięść trzymająca kubek ”, która jest delikatnie trzymaną półotwartą pięścią, która używa kostek do uderzania i końcówek palców do chwytania. Używa się także innych pozycji dłoni, w tym pięści oka feniksa z pojedynczym palcem.

### Walka
Wiele aspektów pijanego boksu jest ukierunkowanych na oszustwo: ciągły ruch "bob and weave" oraz poślizg, udawanie niestabilności i braku skupienia, atakowanie z nietypowych kątów i pozornie słabych pozycji, nagłe zmiany pędu, łączenie wielu ataków tą samą kończyną, stosowanie ślepych punktów i manipulacji, zmiana planu gry w trakcie walki i użycie ukrytej lub improwizowanej broni.
Podobnie jak wiele stylów kung-fu, pijany boks wykorzystuje szeroką gamę ataków, w tym ataki uderzeniowe, chin na i zapasy, a klincz to umiejętność domyślna. Uderzenia i chwyty są naprzemienne.
Niektóre style pijanego boksowania wykorzystują tradycyjne bronie kung-fu, często jian lub laskę gun. System winnego boksu Bā yǐng quán obejmuje wiele broni, w tym szablę, włócznię, guan dao, flet, wachlarz, tykwę, szarfę, szarfę przywiązaną do strażnika i wiele innych.

## W sportach walki
Chociaż tradycyjni praktykujący kung-fu są niedostatecznie reprezentowani na wyższych poziomach współczesnych sportów walki, niektórzy sportowcy włączyli do swoich stylów walki implicite taktykę pijackiego boksowania. Niektórzy nawiązują do pijanego boksowania poprzez styl ich ruchu, podczas gdy inni wyrażają osobisty styl, który zdarza się zbiegać z zasadami pijanego boksu. Często ulubieńcy tłumu dzielą zdolność poruszania się w pozornie „nie-taktyczny” i zabawny sposób, tańcząc i szydząc, jednocześnie wykorzystując efekty ich niezwykłego i dezorientującego zachowania na przeciwniku, aby rozpocząć zwodnicze ataki.

### MMA
- Genki Sudo często odwracał się plecami do przeciwnika lub tańczył podczas walk i z powodzeniem stosował wirowanie i ataki latające. W swoim wejściu do walki z Ole Laursonem nawiązał do pijanego boksu poprzez kostium i taniec.
- Michael Page użył ruchów pijanych w swoim pośrednim, opartym na ruchu stylu.

### Muay thai
- Samart Payakaroon atakował przeciwników, często celowo umieszczając się w taktycznie gorszych pozycjach, z których rozpoczynał udane kontrataki. Nigdy nie uznał żadnej przynależności do pijanego boksu.

### Boks
- Emanuel Augustus był czasami nazywany „Pijanym Mistrzem” z powodu jego zwodniczego stylu, który był bardzo ruchliwy.